# 信濃川断層帯
信濃川断層帯（しなのがわだんそうたい）は、新潟県から長野県境に存在する約74kmの断層帯。飯山市付近から信濃川沿いに沿って西側が東側に対し隆起する逆断層で長野盆地の西縁境界にかけて延びていることから、長野盆地西縁断層帯または-断層群ともいう。

## 解説
新潟-神戸歪集中帯と呼ばれる地質的歪みの大きな地域にあり、頸城山塊の南東縁、長野盆地と飯山盆地の北西縁から西縁境界に位置し、概ね北北東－南南西に延びる。長野県下高井郡野沢温泉村から木島平村、飯山市、中野市、小布施町、長野市、千曲市にかけての長さ59kmの飯山－千曲区間と、千曲市、麻績村、筑北村にかけての長さ15kmの麻績区間に区分される。なお、地震調査研究推進本部による名称は、長野盆地西縁断層帯（信濃川断層帯）となっている。
構成断層は、「重地原断層」、「北竜湖断層」、「長峰断層」、「飯山断層」、「長丘断層」、「浅野断層」、「三才断層」、「城山断層」、「善光寺断層」、「安茂里断層」、「小松原断層」など。

### 主な調査研究
- 帝国大学理科大学地震学教授の大森房吉は、山形県沖から新潟県を経て長野県に至る線上に地震活動が集中することを発見し、これを信濃川流域地震地帯と呼んだ[1]。
- 1986年に東京大学地震研究所により84点の重力測定が行われ、善光寺地震の原因断層の西側に隣接し、顕著な低ブーゲー異常帯が存在することが判明した.これは断層破砕帯のような地下構造の存在を示唆している[2]。
- 佐藤比呂志(1996)は、信濃川断層帯の活動に関し『糸魚川静岡構造線の最北区間（糸魚川-小谷区間）の活動停止により解消できなくなった短縮変形を解消する活動をしている」としている[3]。

## 断層の評価
- 断層長 74km
- 傾斜角 北西傾斜
  - 飯山－千曲区間 20-40度。なお深部の傾斜角は南西に変わるとする研究がある。
  - 麻績区間不明。
- A級活断層の一つに分類されている。
- 長期確率 不明。
- 規模 飯山－千曲区間 (59km) M7.4-7.8程度と、麻績区間 (15km) M6.8程度、に分かれて活動すると推定される。両区間が同時に活動をした場合は、M7.9程度と想定されている。平均活動間隔は800年から2500年と推定され、善光寺地震が発生して間もないことから、次に地震が発生すると予測される地域は、善光寺地震での活動域と新潟県中越地震の中間あたりと考えられ[4]、この断層に関する調査研究は不十分で、今後の研究が必要であるとされている[4]。

### 活動歴
数カ所のボーリング調査やトレンチ調査により、1100 - 1300年周期の活動が繰り返されていると考えられ、直近の最も大きな活動は、1847年善光寺地震である。
- 690年 - 1160年の間に1回。
- 1847年 善光寺地震 (M7.4) では飯山－千曲区間が活動し、断層の西側が東側に対して、2 - 3m程度隆起（逆断層）したと推定されている。この地震による地表断層は長野市内の一部でも確認できる。

付近で発生した近年の地震。
- 1965年から松代群発地震。但し、信濃川断層帯の活動では無い。
- 2011年には、指摘[4]されていた善光寺地震での活動域と新潟県中越地震の中間あたりを震源として長野県北部地震（2011年3月、M6.7）のほか、新潟県中越地震、三条地震、新潟県中越沖地震、新潟地震などの地震が発生している。